# West Deptford
West Deptford – miejscowość i gmina w hrabstwie Gloucester w stanie New Jersey. Na rok 2010 miejscowość zamieszkiwało ponad 21 tys. osób.